# Жудилово (посёлок)
Жудилово — посёлок в составе Старосельского сельского поселения Унечского района Брянской области.

## История
До революции относился к Мглинскому уезду Черниговской губернии.

## Население
| 2010 | 2013 |
| ---- | ---- |
| 243  | ↘218 |

## Известные жители и уроженцы
В Жудилово родились:
- Миримский, Израиль Владимирович (1908—1962) — литературовед, переводчик.
- Миримский, Самуил Ефимович (род. 1922) — писатель, редактор.
- Черепица, Валерий Николаевич (род. 1945) — белорусский историк, педагог, краевед.

## Инфраструктура
Личное подсобное хозяйство.
Основа экономики — обслуживание путевого хозяйства Брянского региона Московской железной дороги. Действует станция Жудилово.

## Транспорт
Доступен посёлок автомобильным и железнодорожным транспортом. 